# Persone di nome Giōrgos/Calciatori
| Questa pagina contiene informazioni ricavate automaticamente dalle voci biografiche con l'ausilio del template Bio e di un bot. L'aggiornamento è periodico e automatico e ricostruisce completamente la pagina. Se manca una persona in questa lista, sei pregato di non aggiungerla, ma accertati piuttosto che la sua voce biografica contenga il template Bio e che i dati anagrafici siano correttamente compilati. Se il template Bio manca, inseriscilo tu stesso o, in alternativa, metti l'avviso {{tmp\|Bio}} che ne segnala la mancanza. Se i dati riportati sono sbagliati, correggi direttamente la voce biografica; le modifiche saranno visibili in questa lista entro pochi giorni. Per chiarimenti vedi il progetto antroponimi. La lista contiene solo le 63 persone che sono citate nell'enciclopedia e per le quali è stato implementato correttamente il template Bio. Pagina aggiornata al 16 ott 2024. |

Questa è una lista di persone presenti nell'enciclopedia che hanno il nome Giōrgos e sono calciatori.

## A(6)
- Giōrgos Agorogiannīs, ex calciatore greco (n. 1966)
- Giōrgos Amanatidīs, ex calciatore greco (Mesopotamia, n. 1970)
- Giōrgos Anatolakīs, ex calciatore greco (Salonicco, n. 1974)
- Giōrgos Andrianopoulos, calciatore greco (Il Pireo, n. 1903 - Londra, † 1980)
- Giōrgos Arestī, calciatore cipriota (Larnaca, n. 1994)
- Giōrgos Aristeidou, ex calciatore cipriota (n. 1953)

## C(2)
- Giōrgos Chatzīandreou, calciatore greco (n. 1899)
- Giōrgos Christodoulou, ex calciatore cipriota (Nicosia, n. 1965)

## D(3)
- Giōrgos Dedes, ex calciatore greco (Atene, n. 1943)
- Giōrgos Delīgiannīs, ex calciatore greco (Glifada, n. 1948)
- Giōrgos Delīkarīs, ex calciatore greco (n. 1951)

## E(2)
- Giōrgos Efraim, ex calciatore cipriota (Limisso, n. 1989)
- Giōrgos Eleutheriou, ex calciatore cipriota (Nicosia, n. 1984)

## F(1)
- Giōrgos Fōtakīs, ex calciatore greco (Calamata, n. 1981)

## G(3)
- Giōrgos Geōrgiadīs, ex calciatore greco (Serres, n. 1987)
- Giōrgos Giakoumakīs, calciatore greco (Candia, n. 1994)
- Giōrgos Gkalitsios, ex calciatore greco (Larissa, n. 1986)

## I(2)
- Giōrgos Iōannidīs, calciatore greco (Serres, n. 1988)
- Giōrgos Iōsīfidīs, ex calciatore cipriota (Limassol, n. 1969)

## K(10)
- Giōrgos Kalafatīs, calciatore greco (Atene, n. 1890 - Atene, † 1964)
- Giōrgos Katidīs, calciatore greco (Salonicco, n. 1993)
- Giōrgos Katsikas, calciatore greco (Salonicco, n. 1990)
- Giōrgos Kazantzīs, calciatore greco (n. 1979)
- Giōrgos Kezos, ex calciatore cipriota (Paralimni, n. 1954)
- Giōrgos Koudas, ex calciatore greco (Agios Pavlos, n. 1946)
- Giōrgos Koutroumpīs, calciatore greco (Atene, n. 1991)
- Giōrgos Koutsias, calciatore greco (Salonicco, n. 2004)
- Giōrgos Kōnstantinou, ex calciatore cipriota (n. 1966)
- Giōrgos Kōnstantī, ex calciatore cipriota (Limisso, n. 1980)

## L(2)
- Giōrgos Lemesios, ex calciatore cipriota (n. 1961)
- Giōrgos Liavas, calciatore greco (Etolia-Acarnania, n. 2001)

## M(10)
- Giōrgos Makrīs, ex calciatore greco (Kavala, n. 1984)
- Giōrgos Manalīs, calciatore greco (Atene, n. 1994)
- Giōrgos Manousos, calciatore greco (Mitilene, n. 1987)
- Giōrgos Manthatīs, calciatore greco (Sofia, n. 1997)
- Giōrgos Masouras, calciatore greco (Kechirinia, n. 1994)
- Giōrgos Mauroudīs, ex calciatore cipriota (n. 1954)
- Giōrgos Merkīs, ex calciatore cipriota (Limassol, n. 1984)
- Giōrgos Mparkoglou, ex calciatore greco (Atene, n. 1978)
- Giōrgos Mygas, calciatore greco (Amfilochia, n. 1994)
- Giōrgos Mītsimponas, calciatore greco (Tsaritsani, n. 1962 - Giannouli, † 1997)

## N(3)
- Giōrgos Naoum, calciatore cipriota (Strovolos, n. 2001)
- Giōrgos Nasiopoulos, ex calciatore greco (Chalastra, n. 1973)
- Giōrgos Nikolaou, ex calciatore cipriota (n. 1982)

## O(1)
- Giōrgos Oikonomidīs, calciatore cipriota (Nicosia, n. 1990)

## P(4)
- Giōrgos Panagī, ex calciatore cipriota (Larnaca, n. 1986)
- Giōrgos Pantziaras, ex calciatore cipriota (n. 1952)
- Giōrgos Papageōrgiou, calciatore cipriota (Xylotymbou, n. 1997)
- Giōrgos Pelagias, ex calciatore cipriota (Nicosia, n. 1985)

## S(4)
- Giōrgos Saramantas, calciatore greco (Pyrgos, n. 1992)
- Giōrgos Savva, ex calciatore cipriota (n. 1964)
- Giōrgos Savvidīs, ex calciatore e allenatore di calcio cipriota (Nicosia, n. 1961)
- Giōrgos Siderīs, calciatore greco (Agios Ioannis Rentis, n. 1938 - † 2022)

## T(4)
- Giōrgos Templar, ex calciatore cipriota (n. 1953)
- Giōrgos Theodotou, ex calciatore cipriota (Famagosta, n. 1974)
- Giōrgos Theodōridīs, ex calciatore greco (Francoforte sul Meno, n. 1980)
- Giōrgos Tofas, calciatore cipriota (Larnaca, n. 1989)

## V(4)
- Giōrgos Vakouftsīs, ex calciatore greco (Trikala, n. 1980)
- Giōrgos Valerianos, calciatore greco (Atene, n. 1992)
- Giōrgos Vasileiou, ex calciatore cipriota (Limisso, n. 1984)
- Giōrgos Vlachos, ex calciatore greco (Corfù, n. 1948)

## Z(2)
- Giōrgos Zīndros, ex calciatore greco (Oradea, n. 1955)
- Giōrgos Zīsopoulos, ex calciatore greco (Katerini, n. 1984)